# The House by the Cemetery
The House by the Cemetery (Italiaans: Quella villa accanto al cimitero) is een Italiaanse horrorfilm uit 1981, geregisseerd door Lucio Fulci.
Het is het laatste deel uit Fulci's "Gates of Hell"-trilogie.

## Verhaal
Dr. Norman Boyle is werkzaam bij de 'New York Historical Society'. Hij accepteert een onderzoeksopdracht die wegens de zelfmoord van een collega niet afgemaakt kon worden. Hiervoor moet hij samen met zijn vrouw en zoon Bob, tijdelijk intrek nemen in een oude villa in Boston. Norman ontdekt dat zijn voormalige collega geobsedeerd was geraakt door een zekere Dr. Freudstein, die zo'n honderd jaar geleden illegale experimenten op mensen deed. Verder speurwerk leert Norman dat de dokter een bizarre oplossing heeft gevonden om de dood te trotseren. Dan komt de familie Boyle er op een afschuwelijke wijze achter dat Freudstein nog steeds in de donkere schaduwen van de villa verder leeft, klaar om iedereen die zijn pad kruist af te slachten.

## Rolverdeling
| Acteur                                         | Personage                                   |
| ---------------------------------------------- | ------------------------------------------- |
| Catriona MacColl                               | Lucy Boyle (als Katherine MacColl)          |
| Paolo Malco                                    | Dr. Norman Boyle                            |
| Ania Pieroni                                   | Ann, de au pair                             |
| Giovanni Frezza Francesca Guadagno (onvermeld) | Bob Boyle Bob Boyle (stem Engelstalige dub) |
| Silvia Collatina                               | Mae Freudstein                              |
| Dagmar Lassander                               | Laura Gittleson                             |
| Giovanni De Nava                               | Dr. Freudstein                              |
| Daniela Doria                                  | Jonge vrouw in verlaten huis                |
| Gianpaolo Saccarola                            | Daniel Douglas                              |
| Carlo De Mejo                                  | Mr. Wheatley                                |
| Teresa Rossi Passante                          | Mary Freudstein                             |
| Lucio Fulci                                    | Professor Mueller (onvermeld)               |

## Soundtrack
The House by the Cemetery originele soundtrack werd geschreven en uitgevoerd door Walter Rizzati, Franco De Gemini & Alessandro Blonksteineren uitgebracht door Death Waltz.
- 1. Quella Villa
- 2. I Remember
- 3. Tema Bambino
- 4. Blonk Suspense
- 5. Blonk Monster End
- 6. Verso Il Terrore
- 7. Incontro
- 8. Tema Bambino
- 9. Blonk Monster
- 10. Voci Dal Terrore
- 11. Chi Sta Arrivando?
- 12. Walt Monster End
- 13. Blonk Fascia
- 14. Verso Il Terrore
- 15. Tema Bambino*

## Trivia
- Catriona MacColl overwon haar angst voor vleermuizen toen ze de scène moest opnemen met het vliegende dier.